# Schnee (Witten)

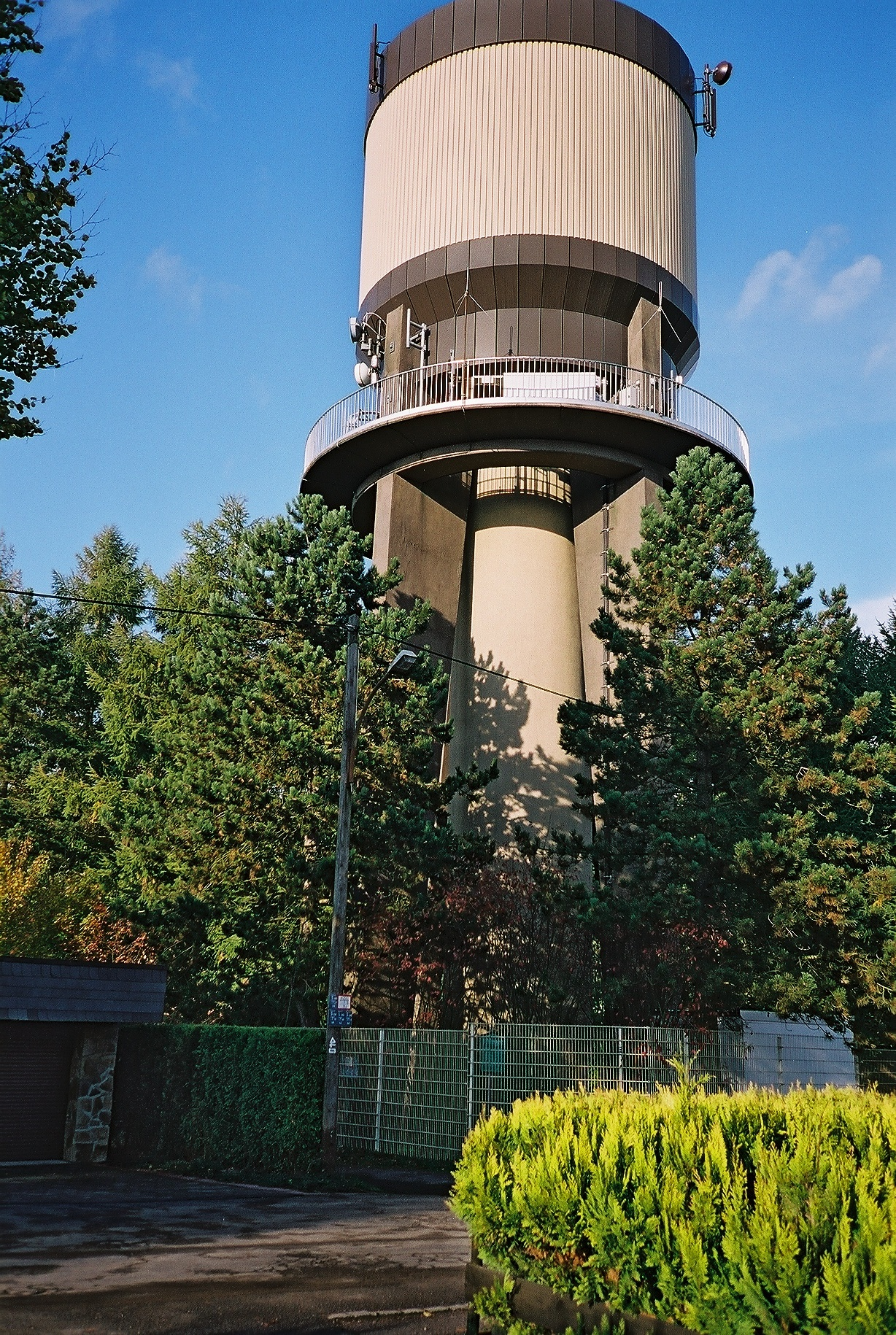
Wasserhochbehälter, 1959 errichteter Wasserturm Kermelberg mit einem Fassungsvermögen von 300 Kubikmetern

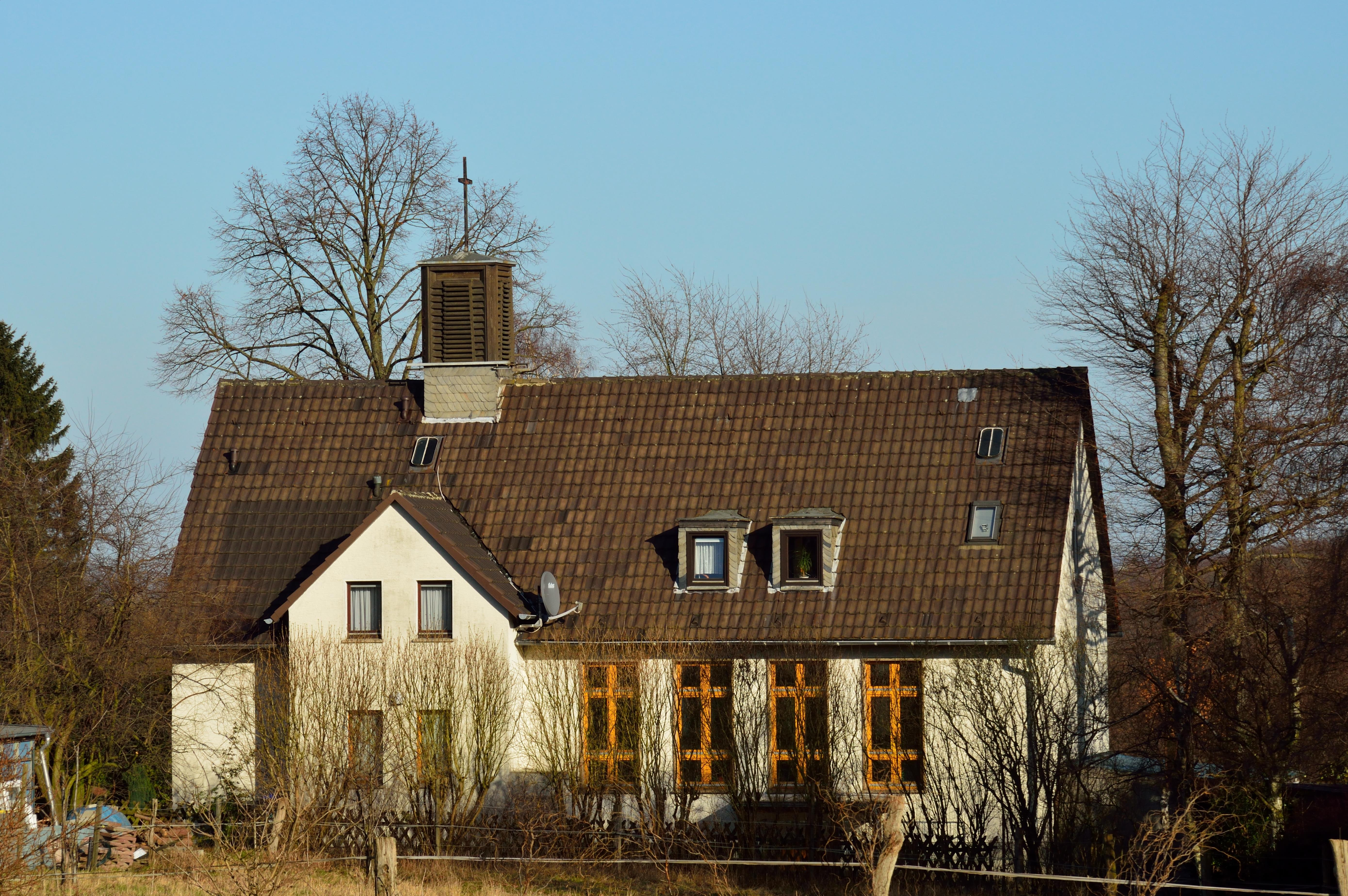
Gemeindehaus mit Kirchsaal

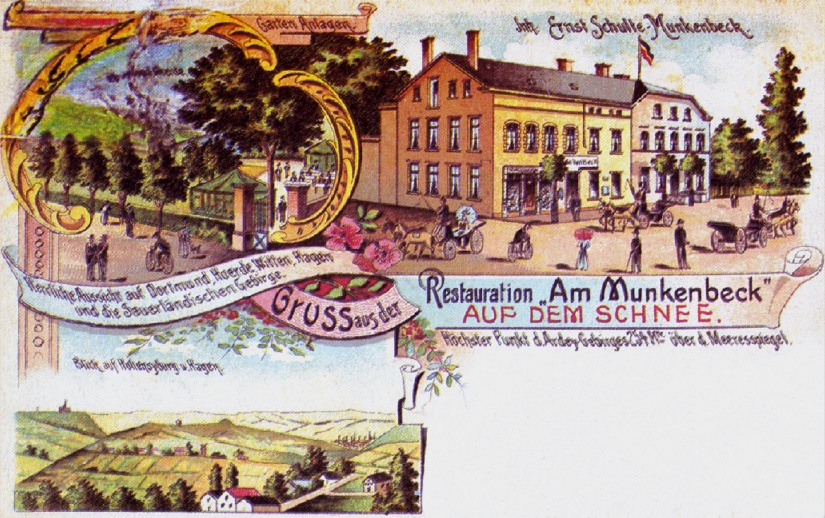
Alte Postkarte des Schnees, Herdecker Seite

Schnee ist ein Ortsteil von Rüdinghausen, Witten (Nordrhein-Westfalen). Der Ortsteil trägt keine eigene Gemarkungsnummer.

## Geschichte

### Allgemeines
Schnee (umgangssprachlich: Auf dem Schnee) verdankt seinen Namen der Ortsbezeichnung „op de Schnae“. Gemeint ist damit die so genannte Markengrenze zwischen der Eichlinghofener und der Ender Mark. Diese Grenze verlief im Mittelalter über einen Höhenzug des Ardeygebirges, um ihn zu markieren, wurden so genannte Schnadebäume gepflanzt. Der Name „Aufm Schnee“ taucht zum ersten Mal 1768 in einer Urkunde auf. 1825 wurde im Kirchbuch von Rüdinghausen erstmals der noch heute umgangssprachliche Name „Auf dem Schnee“ vermerkt.
Bis 1825 war in der Bevölkerung der Name „Droben am Chaussewege“ gebräuchlich. Aufgrund diverser Gemeindereformen des 19. Jahrhunderts, wurde das Gebiet „Auf dem Schnee“ mehrfach geteilt. Dies führt zu dem Kuriosum, dass der Schnee heute auf drei Städte verteilt ist. Witten und Dortmund teilen sich das Gros der Fläche, außerdem gehören Teile des Schnees zu Herdecke.

### Kirchengeschichte
Um 1800 stritten sich die Pfarrei Ende und Rüdinghausen um die Neusiedler im Ortsteil Schnee. Am 3. Oktober 1800 wird eine regierungsamtliche Verfügung erlassen, die die politischen und kirchlichen Gemeindegrenzen gleichsetzt. Die Kirchengemeinde Schnee gehört seitdem zur Rüdinghauser Gemeinde.

## Freizeitgestaltung
In Schnee sind die Vereinsgelände der beiden FKK-Vereine SuN Witten und SuN Dortmund angesiedelt. Auf beiden Geländen befinden sich u. a. ein Freibad, Boulebahnen und Tennisplätze.
Die 1967 aus einer Betriebssportgemeinschaft hervorgegangenen Sportfreunde Schnee bieten Fußball, Damengymnastik, Tischtennis und Schach.